# Dietrich Habs
Dietrich Habs (* 10. Juli 1945 in Garmisch-Partenkirchen; † 24. August 2024) war ein deutscher Physiker und Professor an der Ludwig-Maximilians-Universität München.

## Werdegang
Habs wurde als Sohn des Stabsarztes Hubert Habs und von Annelore Soherr geboren. Er war der älteste von drei Brüdern, darunter Michael Habs.
Habs studierte Physik an den Universitäten Göttingen und Heidelberg. Er promovierte 1973 an der Universität Heidelberg, wo er auch 1978 habilitierte. Während seiner Zeit in Heidelberg war er Assistent am Physikalischen Institut und später Gruppenleiter am Max-Planck-Institut für Kernphysik. Parallel zu seiner Physikausbildung absolvierte er ein Medizinstudium bis zum Physikum 1974. Zusammen mit Volker Metag und Dirk Schwalm gründete er eine Forschungsgruppe für Untersuchungen mit dem neuen Kristallkugel-Spektrometer im Heidelberger Max-Planck-Institut für Kernphysik (MPIK). Er trug wesentlich zum Aufbau der Ionenspeicherringe TSR am MPIK und ESR am GSI bei.
Habs’ Fachgebiete waren Kernspektroskopie, Laserphysik, Materialwissenschaften, Beschleunigerphysik. Seine Karriere umfasste mehrere Forschungsaufenthalte, darunter ein Jahr an der University of California, Berkeley (1979), und ein halbes Jahr am Argonne National Laboratory in Chicago (1988). Von 1980 bis 1983 war er Heisenberg-Stipendiat, und 1995 wurde er zum C3-Professor am Max-Planck-Institut für Kernphysik ernannt.
Im selben Jahr übernahm er die C4-Professur für Physik an der Ludwig-Maximilians-Universität München (LMU), wo er die Nachfolge von Siegfried Skorka antrat. An der LMU war er maßgeblich am Aufbau des Munich-Centre for Advanced Photonics (MAP) beteiligt, einem Exzellenzcluster, das sich auf die Entwicklung neuer Photonenquellen und deren Anwendungen in Medizin und Materialwissenschaften konzentriert.

## Forschungsschwerpunkte
Habs forschte in verschiedenen Bereichen der Physik. Seine Forschung umfasste die Kernspektroskopie und Laserphysik, insbesondere die Anwendung von Lasern zur Beschleunigung von Teilchen und zur Verbesserung der medizinischen Bildgebung und Krebstherapie. Er forschte auch zur Entwicklung von Gamma-Optiken, die neue Möglichkeiten in der Diagnose und Behandlung von Krebs sowie in der Materialforschung eröffneten.

## Auszeichnungen und Ehrungen
Für seine wissenschaftliche Arbeit wurde Habs 2008 zum Max-Planck-Fellow am Max-Planck-Institut für Quantenoptik (MPQ) ernannt. Diese Position ermöglichte es ihm, eine eigene Forschungsgruppe zu leiten, die sich auf innovative Lasertechnologien konzentrierte.

## Schriften
- Kollektive Potentialflächen der gg-Kerne im Massenbereich mit 50 (N, Z) 82 [NZ]. Ges. f. Kernforschung mbH, Karlsruhe 1972.